# 베니크 아포베
베니크 투나니 아포베(영어: Benik Tunani Afobe, 1993년 2월 12일 ~ )는 스트라이커로 뛰고 있는 콩고 민주 공화국의 프로 축구 선수이다. 잉글랜드에서 태어난 그는 2017년부터 2018년까지 6번의 콩고 민주 공화국 국가대표팀을 대표했다.
2010년 2월, 아스널과 프로 계약을 체결한 아포베는 허더즈필드 타운, 레딩, 볼턴 원더러스, 밀월, 셰필드 웬즈데이, 밀턴킨스 던스 등 다양한 클럽으로 임대되었다가 2015년 1월, 울버햄프턴 원더러스와 계약했다. 1년 후, 그는 본머스와 1,000만 파운드에 계약했다. 그곳에서 한 시즌을 보낸 후 이듬해 전 클럽 울브스로 임대 복귀하여 몰리뉴 스타디움으로 1,000만 파운드의 이적료를 확보했다. 하지만 얼마 지나지 않아 스토크 시티에 임대로 합류한 후 2019년 1월 영구 이적했다.

## 구단 경력

### 아스널
아포베는 바르셀로나의 표적이 된 것으로 알려진 후 2010년 2월, 아스널과 프로 계약을 체결했다. 《가디언》은 그를 "강력하고 교활하다"고 평가하며 "이미 차세대 거물로 은밀하게 속삭이고 있다"고 전했다.
2010년 11월 2일, 그는 2010년 12월까지 EFL 리그 원 클럽 허더즈필드 타운에 임대되는 조건에 합의했다. 그는 같은 날 밤 힐즈버러 스타디움에서 열린 셰필드 웬즈데이와의 경기에서 64분 교체 투입되어 조 가너와 교체 투입되어 데뷔 전을 치렀다. 경기 후 허더즈필드의 리 클라크 감독은 아포베를 "아스널 생산 라인의 또 다른 환상적인 젊은 선수"라고 칭송했다. 아포베는 허더즈필드가 홈에서 로더럼 유나이티드를 5-2로 꺾고 EFL 트로피를 거머쥐면서 프로 축구에서 첫 골을 넣었다. 그는 박스 안에서 임상 헤딩슛으로 3-1을 만든 후 후반전에 잘 마무리하며 득점을 마무리했다.

### 울버햄프턴 원더러스
2015년 1월 14일, 아포베는 챔피언십 팀인 울버햄프턴 원더러스와 3년 6개월 동안 200만 파운드에 계약을 체결했고, 이전에 임대된 야니크 사그보와 대니 그레이엄이 사용했던 등번호 12번 셔츠를 배정받았다. 그는 계약 3일 후 클럽 데뷔 전에서 제임스 헨리와 교체 투입되어 추가 시간에 골문 안으로 공을 걸어 들어가 블랙풀과의 홈 경기에서 2-0 승리를 확정지었다. 울브스 소속으로 21경기에 출전해 13골을 넣으며 시즌을 마감했지만 팀은 골득실차로 플레이오프 진출이 좌절되었다.
아포베는 블랙번 로버스와의 원정 경기에서 시즌 개막전 득점을 기록했다. 2015년 여름 이적 시장이 끝나자 새로 승격한 프리미어리그 클럽 노리치 시티의 관심을 끌었고, 노리치 시티는 일련의 입찰에 참여한 것으로 알려졌다. 이에 울브스는 성명을 발표하고 "베니크와 울브스의 1군 공격수 중 누구도 이번 시즌에 매각하지 않을 것"이라고 밝혔다. 여름 이적 시장이 끝날 무렵에도 아포베는 울브스 선수로 남아 있다가 해가 바뀌기 전에 10골을 넣었다. 1월 이적 시장에서 아포베는 본머스의 1,000만 파운드 입찰이 최종적으로 받아들여지면서 다시 프리미어리그의 관심을 끌었다.

### 본머스
2016년 1월 10일, 수많은 영입 시도 끝에 아포베는 본머스와 4년 6개월 계약을 맺고 클럽 기록인 1,000만 파운드에 달하는 미공개 이적료로 이적했다.

### 스토크 시티
2018년 6월 12일, 아포베는 스토크 시티에 6개월 임대로 입단했지만 2019년 1월에 1,200만 파운드의 이적료로 영입해야 했다. 2018년 8월 5일, 리즈 유나이티드와의 경기에서 스토크 데뷔 전을 치렀고, 페널티킥을 성공시키며 3-1 패배를 기록했다. 2018-19년 시즌에 아포베와 스토크는 승격 도전에 실패하며 16위에 그쳤다. 아포베는 49경기에 출전해 단 9골만 넣으며 득점왕에 올랐다. 2019년 6월, 프리시즌 훈련에 복귀한 아포베는 체중을 감량하고 훈련 방법을 개선했다고 말했다. 하지만 퀸스 파크 레인저스와의 시즌 개막전에서 부진한 성적을 거둔 네이선 존스 감독은 스콧 호건을 임대 영입하기로 결정했다.

## 국가대표팀 경력
아포베는 부모님을 통해 콩고 민주 공화국 국가대표팀으로도 출전할 자격을 얻었다. 그는 2016년 3월, 앙골라와의 2017년 아프리카 네이션스컵 예선 경기를 위해 콩고 민주 공화국 국가대표팀에 소집되었다. 2016년 11월, 아포베는 서류 작업이 지연되어 아직 콩고 민주 공화국 국가대표팀에 출전하지 못했다고 밝혔다. 2017년 1월, 아포베는 본머스에서 열리는 2017년 아프리카 네이션스컵에서 선발 XI에 출전하는 데 집중하기 위해 기권했다.
2017년 6월 5일, 보츠와나와의 친선 경기에서 2-0으로 승리한 아포베는 콩고 민주 공화국 국가대표팀 데뷔 전에서 득점을 기록했다.

## 사생활
아포베는 콩고 민주 공화국 출신으로 파트너 로이스와 두 딸을 두고 있다. 아모라는 딸이 있었는데, 2019년 11월, 두 살의 어린 나이에 사망했다. 아모라는 예기치 않게 패혈증에 걸려 병원에서 사망했다.
그에게는 언니가 사망할 당시 한 살밖에 되지 않은 알바라는 이름의 딸이 하나 더 있다.
아포베는 기독교인이다.